# Современная Европа
«Совреме́нная Евро́па» — российский журнал общественно-политических исследований, издаваемый Институтом Европы РАН. Основан в январе 2000 года. Выходит четыре раза в год. Относится к числу ведущих российских рецензируемых научных журналов, включённых Высшей аттестационной комиссией России в список изданий, рекомендуемых для опубликования основных научных результатов диссертации на соискание учёной степени кандидата и доктора наук.
В журнале публикуются материалы по политике и экономике, международным отношениям, проблемам безопасности и разоружения, демографического и социального развития, культуре и религиозной жизни современной Европы. Регулярно освещаются различные стороны взаимоотношений России со странами и регионами Европы, вопросы её участия в европейских организациях и общеевропейских процессах. Значительное внимание уделяется тематике региональной интеграции, Европейского союза и субрегионального сотрудничества. Для журнала пишет широкий круг российских и зарубежных авторов, включая видных ученых и экспертов, государственных и политических деятелей, дипломатов, искусствоведов, журналистов. Помимо научных статей, в журнале также публикуются рецензии, обзоры научных событий, важнейшие международные документы.

## Редакционная коллегия
- Шеф-редакторы: акад. Н. П. Шмелёв (январь 2000 — январь 2014), член-корр. РАН Ал. Ан. Громыко (с января 2014).
- Главный редактор — д.пол.н. Р. Н. Лункин

В состав редколлегии входят: акад. А. Г. Арбатов, Р. Аллисон (Великобритания), к.э.н. В. Б. Белов, В. Бергманн (Германия), д.э.н. Ю. А. Борко, член-корр. РАН О. В. Буторина, д.филос.н. Е. В. Водопьянова, к.э.н. Д. А. Данилов, к.т.н. П. С. Золотарёв, к.пол.н. Н. Ю. Кавешников, к.и.н. В. И. Мироненко, А. Новак-Фар (Польша), член-корр. РАН М. Г. Носов, д.пол.н. О. Ю. Потёмкина, М. Ричерри (Италия), д.и.н. Ю. И. Рубинский, к.пол.н. В. А. Смирнов, член-корр. РАН В. П. Фёдоров, С. Флогаитис (Греция), д.э.н. Е. С. Хесин, д.и.н. В. Я. Швейцер, д.и.н. Л. Н. Шишелина.